# Kaan Yıldırım
Kaan Yıldırım (Istanbul, 24 dicembre 1986) è un attore turco.

## Biografia
Nato nel 1986 a Istanbul (Turchia) dal padre Hakan Yıldırım, proprietario di un'azienda medica, Kaan ha origini bosniache da parte della nonna materna. Dopo aver completato l'istruzione primaria e secondaria ha deciso di iscriversi presso il dipartimento di marketing della Brunel University a Londra, dove al termine degli studi ha conseguito la laurea. Successivamente ha studiato recitazione presso l'accademia di scienze della comunicazione di Başkent.
Nel 2013 e nel 2014 ha iniziato la propria carriera di recitazione con un ruolo secondario nella serie Kayıp. Nel 2014 ha fatto il suo esordio al cinema nel film Ümmü Sıbyan: Zifir diretto da Efe Hızır. La sua svolta è arrivata nel 2014 e nel 2015 con il ruolo del protagonista Ferdi nella serie popolare Ulan İstanbul. Nel 2015 ha interpretato il ruolo di Batu Değirmenci nella serie Happiness (Adı Mutluluk). Nello stesso anno ha fatto parte del cast del film Yok Artık! diretto da Caner Özyurtlu. Nel 2017 ha vestito i panni di Kerem Topuz nella serie Klavye Delikanlıları, spin-off della commedia franchising Çakallarla Dans. Nello stesso anno ha avuto un ruolo nel film Bölük diretto da Aytaç Ağırlar, seguito nel 2016 dal ruolo di Volkan nella serie Kalbim Yangın Yeri. Nel 2018 ha interpretato il ruolo del protagonista nella serie İnsanlık Suçu, seguita nel 2019 dal ruolo di Kaan Karabulut nella serie Halka.
Dal 2019 al 2021 è stato scelto per interpretare il ruolo di Mehmet Ali Çağlar nella serie Dottor Hekim - Medico geniale (Hekimoğlu), un adattamento della serie statunitense Dr. House - Medical Division (House, M.D.). Nel 2020 ha dato vita al personaggio di Ayhan nel film Gelincik diretto da Orçun Benli. Nel 2022 e nel 2023 ha vestito i panni di Korkut Ali Türkoğlu nella serie Sipahi, seguita nel 2023 dal ruolo di Ömer Atabek nella serie Mevlânâ Celâleddîn-i Rûmî. Nel 2024 ha ricoperto il ruolo di Ferhan / Orhan İnan nella serie Kopuk e quello di Murat nel film İyi Bir Aile Değiliz diretto da Haki Biçici. Successivamente è stato scelto per recitare nel film Cinlerin Düğünü diretto da Ferit Karahan.

## Vita privata
Il 14 maggio 2016 è convolato a nozze con la collega Ezgi Eyüboğlu, presso il palazzo di Esma Sultan situato a Ortaköy, nel distretto di Beşiktaş di Istanbul. Tuttavia, la coppia ha divorziato il 26 giugno 2019. Nel 2019 e nel 2020 ha avuto una relazione con la cantante Hadise, con la quale ha attirato l'attenzione della stampa scandalistica.
Dall'estate 2022 è legato sentimentalmente alla collega Pınar Deniz, con la quale è convolato a nozze a Roma, in Italia il 17 settembre 2024.

## Filmografia

### Attore

#### Cinema
- Ümmü Sıbyan: Zifir, regia di Efe Hızır (2014)
- Yok Artık!, regia di Caner Özyurtlu (2015)
- Bölük, regia di Aytaç Ağırlar (2017)
- Gelincik, regia di Orçun Benli (2020)
- İyi Bir Aile Değiliz, regia di Haki Biçici (2024)
- Cinlerin Düğünü, regia di Ferit Karahan (2025)

#### Televisione
- Kayıp – serie TV, 13 episodi (Kanal D, 2013-2014)
- Ulan İstanbul – serie TV, 39 episodi (Kanal D, 2014-2015)
- Happiness (Adı Mutluluk) – serie TV, 17 episodi (Fox, 2015)
- Kalbim Yangın Yeri – serie TV (Fox, 2016)
- Klavye Delikanlıları – serie TV, 8 episodi (Show TV, 2017)
- İnsanlık Suçu – serie TV, 8 episodi (Kanal D, 2018)
- Halka – serie TV, 19 episodi (TRT 1, 2019)
- Dottor Hekim - Medico geniale (Hekimoğlu) – serie TV, 51 episodi (Kanal D, 2019-2021)
- Sipahi – serie TV, 8 episodi (Show TV, 2022-2023)
- Mevlânâ Celâleddîn-i Rûmî – serie TV, 10 episodi (tabii, 2023)
- Kopuk – serie TV, 5 episodi (Now, 2024)

### Produttore

#### Cinema
- Ümmü Sıbyan:Zifir, regia di Efe Hızır (2014) – co-produttore
- Yok Artık!, regia di Caner Özyurtlu (2015)
- Yok Artik 2, regia di Caner Özyurtlu (2016) – co-produttore
- Gelincik, regia di Orçun Benli (2020) – produttore esecutivo

## Doppiatori italiani
Nelle versioni in italiano dei suoi film e delle sue serie TV, Kaan Yıldırım è stato doppiato da:
- Daniele Raffaeli[34] in Happiness[35]
- Daniele Di Matteo[36] in Dottor Hekim - Medico geniale[37]